# Thinozerconoidea
Thinozerconoidea é uma superfamília de ácaros contendo apenas a família Thinozerconidae, tendo como única espécie Thinozercon michaeli Halbert, 1915. A espécie é apenas conhecida da zona intertidal das praias da Irlanda, onde se alimenta de matéria orgânica em decomposição depositada pelas marés. Aparenta ser uma espécie restrita ao habitat intertidal arenoso, onde existe pouca competição.